# Kiki Kirin
Kiki Kirin (樹木 希林) (Tokió, 1943. január 15. – Tokió, 2018. szeptember 15.) japán színésznő.

## Fontosabb filmjei
- (男はつらいよ フーテンの寅; Hepburn: Otoko wa Tsurai yo: Fūten no Tora?) (1970)
- (はなれ瞽女おりん; Hepburn: Hanare goze Orin?) (1977)
- (ツィゴイネルワイゼン; Hepburn: Zigeunerweisen?) (1980)
- (転校生; Hepburn: Tenkōsei?) (1982)
- (ふるさと; Hepburn: Furusato?) (1983)
- (カポネ大いに泣く; Hepburn: Kapone ōi ni naku?) (1985)
- (さびしんぼう; Hepburn: Sabishinbou?) (1985)
- ((『大誘拐』; Hepburn: Daiyūkai?) (1991)
- (いつかギラギラする日; Hepburn: Itsuka giragira suru hi?) (1992)
- (輝け！隣太郎; Hepburn: Kagayake! Rintaro?) (1995)
- A legjobb rossz dolog (The Best Bad Thing) (1997, tv-film)
- (ピストルオペラ; Hepburn: Pisutoru Opera?) (2001)
- A begyűjtő (リターナー; Hepburn: Ritaanaa?) (1952)
- (下妻物語――ヤンキーちゃんとロリータちゃん; Hepburn: Shimotsuma monogatari ?) (2004)
- (半落ち; Hepburn: Han'ochi?) (2004)
- (東京タワー 〜オカンとボクと、時々、オトン; Hepburn: Tōkyō tawaa ~ okan to boku to, tokidoki, oton?) (2007)
- Aruitemo aruitemo (歩いても 歩いても; Hepburn: Aruitemo aruitemo?) (2008)
- Arrietty – Elvitte a manó (借りぐらしのアリエッティ; Hepburn: Kari-gurashi no Arietti?) (2010, hang)
- (ゴースト もういちど抱きしめたい; Hepburn: Gōsuto mō ichi do dakishimetai?) (2010)
- (悪人; Hepburn: Akunin?) (2010)
- (わが母の記; Hepburn: Waga haha no ki?) (2011)
- Kiszeki (奇跡; Hepburn: Kiseki?) (2011)
- A fiam családja (そして父になる; Hepburn: Soshite chichi ni naru?) (2013)
- Umimacsi diary (海街diary; Hepburn: Umimachi Diary?) (2015)
- A remény receptje (あん; Hepburn: An?) (2015)
- (海よりもまだ深く; Hepburn: Umi yori mo mada fukaku?) (2016)
- Düh (怒り; Hepburn: Ikari?) (2016)
- (万引き家族; Hepburn: Manbiki kazoku?) (2018)